# Biagio Antonacci
Biagio Antonacci (Milaan, 9 november 1963) is een Italiaans singer-songwriter.
Hij werd geboren in Milaan maar groeide op in Rozzano.

## Discografie

### Studioalbums
- 1989: Sono cose che capitano
- 1991: Adagio Biagio
- 1992: Liberatemi
- 1994: Biagio Antonacci
- 1996: Il mucchio
- 1998: Mi fai stare bene
- 2001: 9 Novembre 2001
- 2004: Convivendo - Parte I
- 2005: Convivendo - Parte II
- 2007: Vicky Love
- 2010: Inaspettata
- 2014: L'Amore Comporta

### Compilaties
- 1993: Non so piu' a chi credere
- 2000: Tra le mie canzoni
- 2008: Best Of Biagio Antonacci 1989 - 2000 (dubbel cd)
- 2008: Best Of Biagio Antonacci 2001 - 2007
- 2008: Il cielo ha una porta sola

### Speciale edities
- 1999: Mi fai stare bene LE
- 2003: Cuanto tiempo...y ahora
- 2005: Convivendo

## Videografie
- 2000: Live in Palermo (concert op 10 juli 1999)
- 2005: ConVivo (opgenomen tijdens concerten in april 2005 in het Forum di Assago)
- 2007: San Siro
- 2009: Anima Intima Anima Rock